# Joan Vilà i Moncau

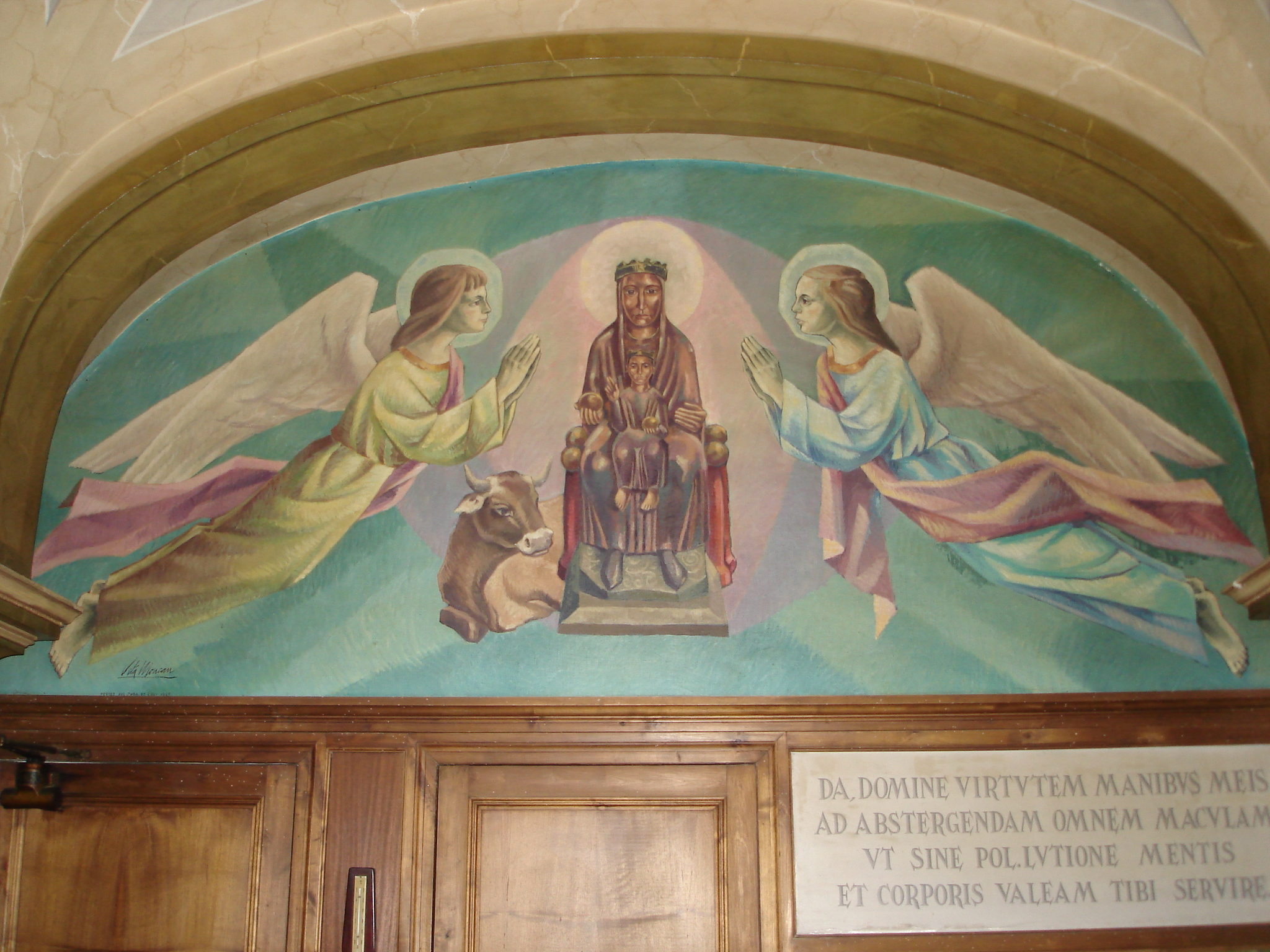
Wandmalerei von Joan Vilà i Moncau in der Sakristei der Kirche Santa Maria del Tura, Olot: Maria del Tura, die Schwarze Madonna und Schutzpatronin von Olot, mit Jesus auf dem Schoß angebetet von zwei Engeln

Joan Vilà i Moncau (* 1924 in Vic, Osona, Katalonien, Spanien; † 16. September 2013 in Olot) war ein katalanischer Maler.
Vilà wurde an der Llotja barcelonina (Barceloneser Loge) in Vic und an der École du Louvre in Paris als Maler ausgebildet. Er widmete sich der Wandmalerei und schuf zahlreiche Werke in Vic, Olot, la Seu d’Urgell und Ripoll. Er nahm in den 1980er Jahren häufig an den Mai- und Oktobersalons (regelmäßig stattfindende Ausstellungen) in Barcelona teil.
Er stellte seine Werke oft als Mitglied der Künstlergruppe „Grup dels Vuit“ (Gruppe der Acht) aber auch in bedeutenden Individualausstellungen in Sabadell (1957), Madrid (1962), Vic (1962 und 1964), Barcelona (1967 und 1975) und Figueres (1974) aus. Von 1970 bis 1984 leitete Vilà i Moncau die Kunstakademie in Olot. Sein Stil repräsentiert eine Modernisierung des treuen Realismus. Thematisch konzentrierte er sich besonders auf die Wiedergabe von „Stadtlandschaften“. 1991 erhielt Vilà i Moncau das Georgskreuz (Premi Creu de Sant Jordi) der katalanischen Regierung für herausragende kulturelle Leistungen.